# Janežovski Vrh
Janežovski Vrh (německy: Janschenberg) je část občiny Destrnik v Podrávském regionu ve Slovinsku. Je to sídlo typu vesnice.

## Geografie
Janežovski Vrh se nachází v nadmořské výšce 314 m n. m. v historickém regionu Dolní Štýrsko.

## Obyvatelstvo
V roce 2002 žilo ve vsi Janežovski Vrh 227 obyvatel na ploše 149 ha.